# The Wave (watersnoodmonument)
'The Wave' is een herdenkingsmonument dat de slachtoffers gedenkt van de stormvloed in de nacht van 13 op 14 januari 1916. Het stalen beeld bestaat uit levensgrote mensen op een boot die met uitgestoken armen om aandacht en hulp roepen. Het beeld van Linda Verkaaik staat aan de Hogedijk in de haven van het voormalige eiland Marken en biedt uitzicht op de Gouwzee.

## Verbinding
‘The Wave’ symboliseert als vorm de betekenis van de Ark van Noach. The Wave is echter vooral de verbeelding van verbinding. Bij de ramp diende te worden samengewerkt om de strijd tegen het water.  Samenwerken en saamhorigheid waren een antwoord op het hulpgeroep en de wanhoop ten tijde van de ramp. Het idee voor 'The Wave' als golf van het water komt uit stadions waar publiek bij het uitvoeren van de wave samenwerkt en elkaars beweging overneemt. Ook bij het doorgeven van zandzakken was samenwerken noodzakelijk.  'Waven' klinkt in het Nederlands als 'weven' waarbij door het samenwerken van schering en inslag stoffen worden geweven. Stoffen die na de overstroming weer moesten drogen. In de kunststof 'zeilen' die boven het monument uitsteken zijn patronen van de Marker rouwdracht verwerkt. De zitbank vormt een ontmoetingsplek voor bezinning en om te mijmeren over de kracht van het water.
Het werk werd door een selectiecommissie en de Marker bevolking gekozen uit 74 inzendingen na een oproep van Gemeente Waterland, het Hoogheemraadschap Hollands Noorderkwartier, Rijkswaterstaat en Provincie Noord-Holland. The Wave werd op 14 januari 2016, honderd jaar na de ramp, onthuld door burgemeester Luzette Wagenaar-Kroon van de gemeente Waterland en de plaatselijke dijkgraaf van het waterschap. 